# پرویز آزادوف
پرویز آزادوف (ترکی آذربایجانی: Pərviz Azadov؛ زادهٔ ۱۹ اکتبر ۲۰۰۰) بازیکن فوتبال است.